# Gorenja Dobrava (gmina Trebnje)
Gorenja Dobrava – wieś w Słowenii, w gminie Trebnje. W 2018 roku liczyła 31 mieszkańców.